# Liste der Pfarren im Dekanat Altenmarkt
Das Dekanat Altenmarkt ist ein Dekanat der römisch-katholischen Erzdiözese Salzburg.

## Pfarren mit Kirchengebäuden
| Ort                         | Pfarrverband                                            | Seit | Patrozinium                  | Kirchengebäude                                                        | Bild |
| --------------------------- | ------------------------------------------------------- | ---- | ---------------------------- | --------------------------------------------------------------------- | ---- |
| Altenmarkt im Pongau        | Altenmarkt im Pongau – Filzmoos – Flachau               | 1074 | Unsere Liebe Frau Geburt     | Pfarrkirche Altenmarkt im Pongau                                      |      |
| Eben im Pongau              | Eben im Pongau – Hüttau – Sankt Martin am Tennengebirge | 1954 | Hl. Maria                    | Pfarrkirche Eben im Pongau                                            |      |
| Filzmoos                    | Altenmarkt im Pongau – Filzmoos – Flachau               | 1858 | Hll. Petrus und Paulus       | Pfarrkirche Filzmoos, in der das Filzmooser Kindl verehrt werden kann |      |
| Flachau                     | Altenmarkt im Pongau – Filzmoos – Flachau               | 1722 | Unbefleckte Empfängnis Mariä | Pfarrkirche Flachau                                                   |      |
| Forstau                     | Forstau – Radstadt – Untertauern                        | 1891 | Hl. Leonhard                 | Pfarrkirche Forstau                                                   |      |
| Hüttau                      | Eben im Pongau – Hüttau – Sankt Martin am Tennengebirge | 1856 | Hl. Leonhard                 | Pfarrkirche Hüttau                                                    |      |
| Pfarrwerfen                 | Pfarrwerfen – Pöham – Werfen – Werfenweng               | 1074 | Hl. Cyriak                   | Pfarrkirche Pfarrwerfen Filialkirche Pöham                            |      |
| Radstadt                    | Forstau – Radstadt – Untertauern                        | 1859 | Mariä Himmelfahrt            | Pfarrkirche Radstadt                                                  |      |
| St. Martin am Tennengebirge | Eben im Pongau – Hüttau – Sankt Martin am Tennengebirge | 1857 | Hl. Martin                   | Pfarrkirche St. Martin am Tennengebirge                               |      |
| Untertauern                 | Forstau – Radstadt – Untertauern                        | 1891 | Hl. Josef                    | Pfarrkirche Untertauern Filialkirche Obertauern                       |      |
| Werfen                      | Pfarrwerfen – Pöham – Werfen – Werfenweng               | 1855 | Hl. Jakobus der Ältere       | Pfarrkirche Werfen Filialkirche Tenneck, Kapuzinerkirche Werfen       |      |
| Werfenweng                  | Pfarrwerfen – Pöham – Werfen – Werfenweng               | 1744 | Mariä Geburt                 | Pfarrkirche Werfenweng                                                |      |

Siehe auch → Liste der Dekanate der Erzdiözese Salzburg

## Dekanat Altenmarkt
Es umfasst 12 Pfarren und zwei Seelsorgestellen. Die Pfarren bilden 4 Pfarrverbände.
Dechanten
- ?–? Josef Wolf
- 1981–1989 Georg Eder, Pfarrer in Altenmarkt im Pongau
- 1989–1994 Roman Roither, Pfarrer in Radstadt[1]
- 1996–2002 Johann Schmitzberger, Pfarrer in Radstadt, Untertauern, Forstau[2]
- 2003–2012 Christian Schreilechner, Pfarrer in Werfen, Pfarrwerfen, Werfenweng[3]
- seit 2012 Ambros Ganitzer, Pfarrer in Eben, Hüttau, St. Martin am Tennengebirge[4]